# Claudia Presăcan
Claudia Maria Presăcan (Nagyszeben, 1979. december 28. –) olimpiai, világ- és Európa-bajnok román tornász.

## Életpályája
A Nagyszebeni Iskolai Sportklub, valamint a Bukaresti Steaua Sportklub tagjaként kezdett tornázni Ana Crihan és Constantin Barbu edzők irányítása alatt. A junior nemzeti válogatottban Eliza Stoica, Benoni Pereteanu és Ştefan Gal voltak edzői.
Nyolcévesen már országos versenyeken vett részt. Első nemzetközi megmérettetésén, 1994-ben Törökországban egyéni összetettben ezüstérmes lett. 1996-ban Dévára került az olimpiai válogatottba, ahol edzői Octavian Bellu, Mariana Bitang, Nicolae Forminte és Benoni Pereteanu voltak.
Európa-bajnoki címét 1998-ban Szentpéterváron szerezte a csapattal. Ugyanitt egyéni összetettben és felemás korláton bronzérmes lett.
Mindhárom világbajnoki címét a csapattal szerezte, 1994-ben Dortmund-ban, 1995-ben Szabae-ban, illetve 1997-ben Lausanne-ban.
Az 1996. évi nyári olimpiai játékokon Atlantában tagja volt a bronzérmes román csapatnak. A 2000. évi nyári olimpiai játékokon Sydney-ben már olimpiai bajnok lett a csapattal.
1995-ben Nagyszeben városa díszpolgárává avatta.
1994-ben Kiváló Sportolói címmel, 2000-ben Nemzeti Érdemrenddel tüntették ki.